# Gabinetto dell'eSwatini
Il Gabinetto dell'eSwatini è il livello più alto del ramo esecutivo del Governo dell'eSwatini. È composto dal primo ministro, dal vice primo ministro e dai ministri. I ministri sono nominati dal re in base alle raccomandazioni del primo ministro. Tutti i membri del Gabinetto devono essere membri del Parlamento.

## Composizione
Il 13 novembre 2023, il primo ministro Russell Dlamini ha annunciato il suo Gabinetto.
| Segretariato                                 | Titolare              |
| -------------------------------------------- | --------------------- |
| Primo ministro                               | Russell Dlamini       |
| Vice primo ministro                          | Thulisile Dladla      |
| Finanze                                      | Neal Rijkenberg       |
| Commercio e Industria                        | Manqoba Khumalo       |
| Giustizia e Affari Costituzionali            | Prince Simelane       |
| Comunicazione e Tecnologia dell'Informazione | Savannah Maziya       |
| Risorse Naturali ed Energia                  | Prince Lonkhokhela    |
| Affari Interni                               | Princess Lindiwe      |
| Lavori Pubblici e Trasporti                  | Ndlaluhlaza Ndwandwe  |
| Edilizia e Sviluppo Urbano                   | Apollo Maphalala      |
| Affari Esteri e Cooperazione Internazionale  | Pholile Dlamini       |
| Salute                                       | Mduduzi Matsebula     |
| Sport, Cultura e Affari Giovanili            | Bongani Ndzima        |
| Turismo e Affari Ambientali                  | Jane Mkhonta-Simelane |
| Amministrazione e sviluppo dei Tinkhundla    | Sikhumbuzo Dlamini    |
| Istruzione e Formazione                      | Owen Nxumalo          |
| Lavoro e Sicurezza Sociale                   | Phila Buthelezi       |
| Servizio Pubblico                            | Mabulala Maseko       |
| Pianificazione e Sviluppo Economico          | Tambo Gina            |
| Agricoltura                                  | Mandla Chauke         |